# Epectris apicalis
Epectris apicalis är en spindelart som beskrevs av Simon 1893. Epectris apicalis ingår i släktet Epectris och familjen dansspindlar.
Artens utbredningsområde är Filippinerna. Inga underarter finns listade i Catalogue of Life.